# Magnesi malat
Magnesi malate, muối magiê của axit malic, là một chất bổ sung khoáng chất thường được sử dụng cho các mối quan tâm về dinh dưỡng. Nó được đại diện bởi công thức hóa học C4H4MgO5  và có trọng lượng phân tử là 156.376 g/mol. Magnesi malate được thảo luận là một dạng magnesi có tính sinh học cao hơn, cùng với các dạng khác như citrate và glycinate.
Dimagnesi malate là một dạng phổ biến khác của hợp chất này được thấy trong thị trường bổ sung chế độ ăn uống, được sản xuất bởi các quá trình sản xuất malate dimethydroxy như được mô tả bởi một bằng sáng chế năm 1997 được trao cho Albion Khoáng sản. Sự khác biệt chính trong hợp chất này có thể được nhìn thấy bởi đặc tính của nó là có hai phân tử magnesi nguyên tố, trong khi malate magnesi có một phân tử magnesi nguyên tố duy nhất. 
1. ↑  "PubChem". PubChem.
2. ↑  "Magnesium Malate". Isotrope, Inc. ngày 7 tháng 7 năm 2017. Bản gốc lưu trữ ngày 12 tháng 4 năm 2019. Truy cập ngày 8 tháng 9 năm 2017.
3. ↑  "Dimetal Hydroxy Malate Patent". United States Patent Office. Bản gốc lưu trữ ngày 9 tháng 9 năm 2017. Truy cập ngày 8 tháng 9 năm 2017.